# Caspar Wilhelm Meckel

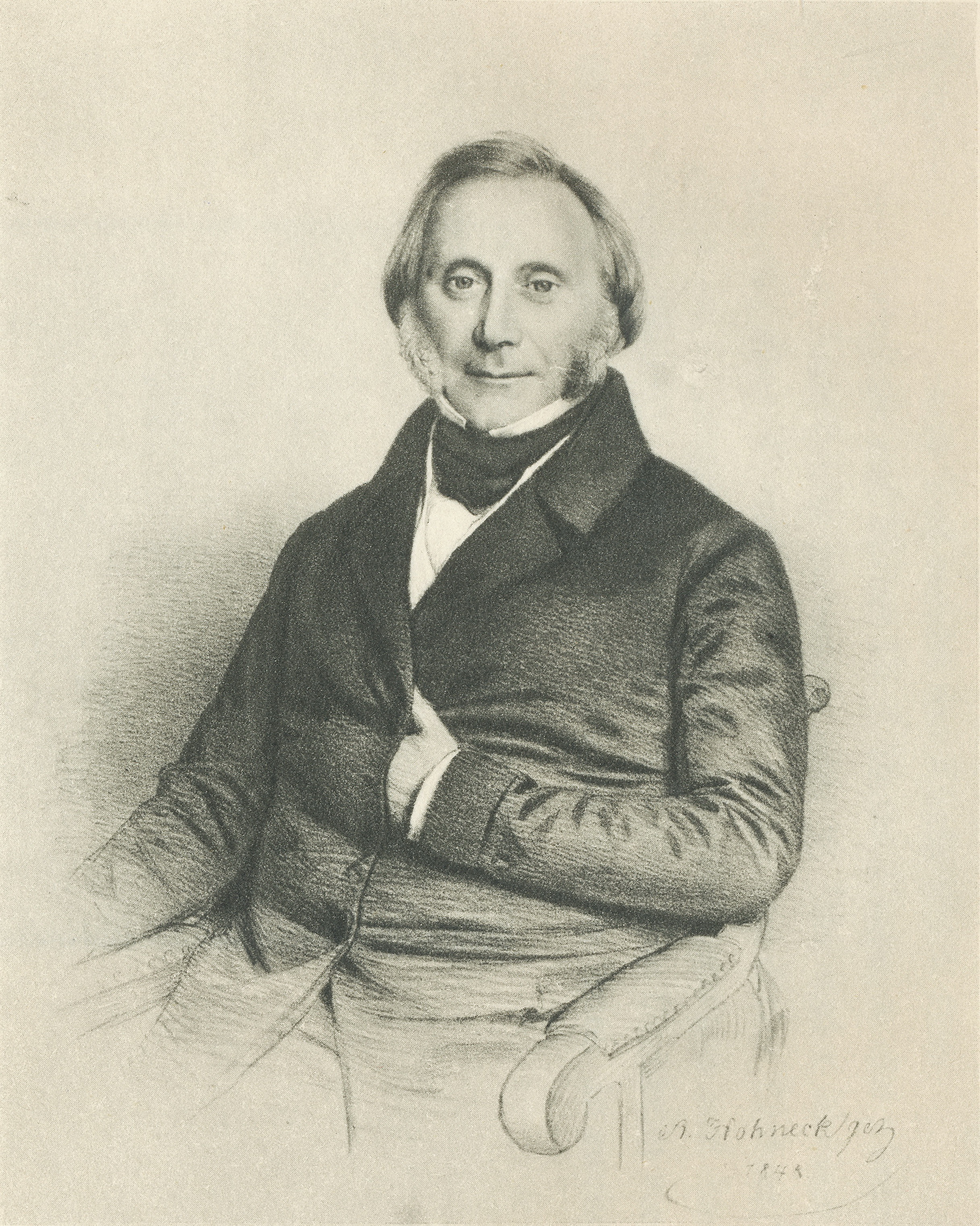
Caspar Wilhelm Meckel

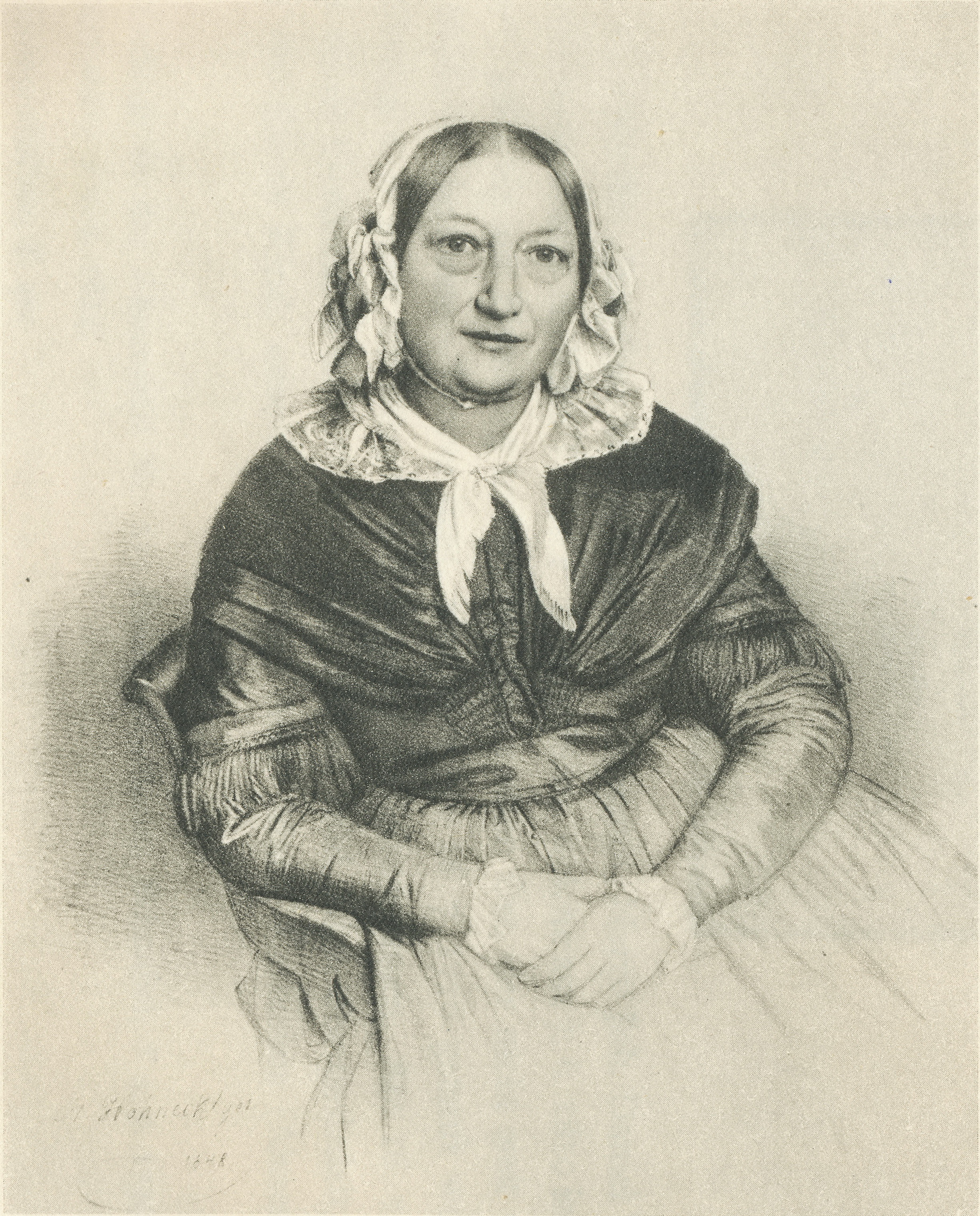
Charlotte Meckel

Caspar Wilhelm Meckel (* 6. Februar 1790 in Lüdenscheid; † 13. Juli 1852 in Elberfeld) war ein deutscher Kaufmann, Unternehmer und Handelskammerpräsident in Elberfeld.

## Leben
Als ältester Sohn des Strumpfwaren-Fabrikanten Philipp Heinrich Meckel (* 1755) stammte er aus einer alteingesessenen Lüdenscheider Kaufmannsfamilie. Er ging nach Elberfeld, um im Bankhaus von der Heydt-Kersten eine Kaufmannslehre zu beginnen.
Am 26. Oktober 1813 heiratete er Charlotte Engels (* 8. März 1791 in Barmen; † 1. Dezember 1852 in Elberfeld), die eine Tochter des Bandarbeiters Philipp Engels (1765–1806) war. Engels war Neffe des Johann Simons, Gründer der später weltbekannten Seidenweberei Johann Simons Erben.
Im gleichen Jahr gründete Meckel zusammen mit Friedrich Rurmann die Firma Rurmann & Meckel, eine Fabrik für seidene und halbseidene Waren. Diese Firma erlangte großes Ansehen, sodass sie als Musterbetrieb 1825 dem preußischen Kronprinzen vorgeführt wurde.
Bald darauf engagierte sich Meckel neben seiner unternehmerischen Tätigkeit auch im öffentlichen Leben der Stadt Elberfeld. Er gründete 1830 den zweiten Elberfelder Kornverein und wurde Mitglied des fünfköpfigen Komitees, das die Hilfsorganisation führte. Ein Jahr darauf wurde er auch Mitbegründer des Elberfelder Bürgervereins. Weiter war er förderndes Mitglied der Sonntagsschule für Handelsgesellen und Lehrlinge und er wurde im Januar 1831 Mitglied der Handelskammer von Elberfeld und Barmen (Vorgänger der heutigen Industrie- und Handelskammer Wuppertal-Solingen-Remscheid). Zum Handelsrichter wurde er 1833 ernannt. Als Stadtverordneter und als Mitglied des Kreistages wirkte er von 1846 bis 1850. Daneben betätigte er sich innerhalb der reformierten Gemeinde und war lange Jahr Stadt-Kirchmeister.
Nach dem Ausscheiden von Carl Hecker übernahm er im Januar 1847 interimistisch den Vorsitz der Handelskammer. Er lehnte aber eine Wiederwahl nach seiner 16-jährigen Mitgliedschaft ab und schied im Juni 1847 aus dem Amt und verließ die Kammer.
Nachdem sein Teilhaber Rurmann verstorben war, übertrug Meckel 1849 seine Firma den Söhnen, seitdem firmierte sie unter Meckel & Co.
Caspar Wilhelm Meckel starb 62-jährig 1852 an den Folgen eines Schlaganfalls.
Gemeinsam mit Johann Adolf von Carnap und August von der Heydt wurde er 1834 als erster Bürger der Stadt Elberfelds mit dem Titel eines Kommerzienrats ausgezeichnet. Er hatte fünf Kinder, darunter Wilhelm Meckel (1815–1879), den späteren Handelskammerpräsidenten.